# Antonio Palamara
Antonio Palamara, o anche Ntoni Palamara (Sinopoli, 10 ottobre 1940 – Imperia, 2 luglio 2017), è stato un mafioso italiano.
Capobastone della 'ndrangheta di Ventimiglia in Liguria, risulta essere strettamente legato da vincoli di parentela agli Alvaro di Sinopoli e ai Pelle di San Luca.
Fu coinvolto nel processo La Svolta perché ritenuto capo e organizzatore del locale di 'ndrangheta di Ventimiglia, assieme al boss Giuseppe Marcianò. Oltre al processo La Svolta, Palamara aveva precedenti per associazione per delinquere, sequestro di persona, spaccio, detenzione armi clandestine, ricettazione, evasione, omicidio e rapina. Il 20 aprile 2014 il pentito Gianni Cretarola dichiarò in tribunale (al processo La Svolta) che Palamara si occupava del traffico di armi e stupefacenti in Liguria.
Nell'ultimo periodo di vita era agli arresti domiciliari per cumuli di pena ma era ricoverato a seguito di una malattia. Muore in ospedale a Imperia il 2 luglio 2017.
Il 4 luglio 2017 vennero celebrati i funerali a Ventimiglia (nella Cattedrale) a cui erano presenti 150 persone.